# Československá basketbalová liga 1990-1991
La Československá basketbalová liga 1990-1991 è stata la 63ª edizione del massimo campionato cecoslovacco di pallacanestro maschile. La vittoria finale è stata ad appannaggio dello VŠ Praga.

## Risultati

### Stagione regolare
|     | Squadra          | G  | V  | P  | PF   | PS   | Pt. | Qualificazione |
| --- | ---------------- | -- | -- | -- | ---- | ---- | --- | -------------- |
| 1.  | VŠ Praga         | 40 | 35 | 5  | 3599 | 3096 | 75  | playoff        |
| 2.  | Sparta Praga     | 40 | 32 | 8  | 3444 | 3098 | 72  | playoff        |
| 3.  | Baník Prievidza  | 40 | 26 | 14 | 3466 | 3161 | 66  |                |
| 4.  | Zbrojovka Brno   | 40 | 25 | 15 | 3477 | 3301 | 65  |                |
| 5.  | VŠDS Žilina      | 40 | 24 | 16 | 3274 | 2995 | 64  |                |
| 6.  | Pardubice        | 40 | 20 | 20 | 3437 | 3331 | 60  |                |
| 7.  | Baník Handlová   | 40 | 18 | 22 | 3404 | 3357 | 58  |                |
| 8.  | Slávia TU Košice | 40 | 16 | 24 | 3029 | 3257 | 56  |                |
|     |                  |    |    |    |      |      |     |                |
| 9.  | Inter Bratislava | 36 | 17 | 19 | 2933 | 2885 | 53  |                |
| 10. | Tatran Ostrava   | 36 | 14 | 22 | 3083 | 3176 | 50  |                |
| 11. | Dukla Olomouc    | 36 | 12 | 24 | 2818 | 2999 | 48  |                |
| 12. | Pezinok          | 36 | 11 | 25 | 2862 | 3179 | 47  |                |
| 13. | Chemosvit        | 36 | 10 | 26 | 2571 | 2943 | 46  | retrocesse     |
| 14. | Baník Ostrava    | 36 | 9  | 27 | 2836 | 3166 | 45  | retrocesse     |

### Playoff
| Squadra 1 | Risultato | Squadra 2    |
| --------- | --------- | ------------ |
| VŠ Praga  | 3 - 1     | Sparta Praga |

| Československá basketbalová liga 1990-1991 |
| ------------------------------------------ |
| VŠ Praga 10º titolo                        |

## Formazione vincitrice
| N° | Naz.                      | Ruolo | Sportivo          |  | Alt. |  |
| -- | ------------------------- | ----- | ----------------- |  | ---- |  |
|    | Cecoslovacchia (bandiera) | G     | Václav Hrubý      |  | 194  |  |
|    | Cecoslovacchia (bandiera) | GA    | Petr Treml        |  | 194  |  |
|    | Cecoslovacchia (bandiera) |       | Jaromír Geršl     |  |      |  |
|    | Cecoslovacchia (bandiera) | AG    | Stanislav Kameník |  | 198  |  |
|    | Cecoslovacchia (bandiera) | AC    | Pavel Bečka       |  | 205  |  |
|    | Cecoslovacchia (bandiera) |       | Baštal            |  |      |  |
|    | Cecoslovacchia (bandiera) |       | P. Hartig         |  |      |  |
|    | Cecoslovacchia (bandiera) |       | Nečásek           |  |      |  |
|    | Cecoslovacchia (bandiera) |       | Bříza             |  |      |  |
|    | Cecoslovacchia (bandiera) |       | Dvořák            |  |      |  |
|    | Cecoslovacchia (bandiera) |       | Lukš              |  |      |  |
|    | Cecoslovacchia (bandiera) |       | Zalužanský        |  |      |  |
|    | Cecoslovacchia (bandiera) |       | Novotný           |  |      |  |
|    | Cecoslovacchia (bandiera) |       | Strejček          |  |      |  |
|    | Cecoslovacchia (bandiera) |       | Borcel            |  |      |  |
|    | Cecoslovacchia (bandiera) | All.  | František Rón     |  |      |  |

## Fonti
- Ing. Pavel Šimák: Historie československého basketbalu v číslech (1932-1985), Basketbalový svaz ÚV ČSTV, květen 1985, 174 stran
- Ing. Pavel Šimák: Historie československého basketbalu v číslech, II. část (1985-1992), Česká a slovenská basketbalová federace, březen 1993, 130 stran
- Juraj Gacík: Kronika československého a slovenského basketbalu (1919-1993), (1993-2000), vydáno 2000, 1. vyd, slovensky, BADEM, Žilina, 943 stran
- Jakub Bažant, Jiří Závozda: Nebáli se své odvahy, Československý basketbal v příbězích a faktech, 1. díl (1897-1993), 2014, Olympia, 464 stran